# Badger-Two Medicine
Badger-Two Medicine – święte miejsce Indian Ameryki Północnej, góra na terenie graniczącego z rezerwatem Czarnych Stóp (ang. Blackfeet) obszaru chronionego Lewis and Clark National Forest w stanie Montana. Dla Indian z okolicznych plemion ta święta góra to miejsce tradycyjnych pielgrzymek, modlitw, ceremonii, poszukiwania wizji i składania darów ofiarnych, wykorzystywane od czasów przed europejską kolonizacją Ameryki Północnej do dziś. Zagrożone przez działalność spółek górniczych, planujących wydobywanie na masową skalę w jej rejonie ropy naftowej i gazu ziemnego. Jedno z wielu odwiedzanych od wieków, a obecnie zagrożonych rosnącym zniszczeniem, zanieczyszczeniem i profanacją, świętych miejsc tubylczych ludów Ameryki.